# Chiesa dei Santi Bartolomeo e Stefano (Bergamo)
La chiesa dei Santi Bartolomeo e Stefano è un luogo di culto cattolico situato a Bergamo, sulla parte terminante del "Sentierone", con il lato destro che si affaccia su via Torquato Tasso. La chiesa conserva la pala Martinengo, il più grande dipinto di Lorenzo Lotto.

## Storia
La grande chiesa di santo Stefano venne distrutta l'11 novembre 1561 per la realizzazione delle mura veneziane. I numerosi frati che abitavano il convento si dispersero nelle comunità della penisola, restarono solo in otto ospiti presso la chiesa di san Bernardino. Il 14 agosto 1572, occuparono la piccola chiesa di San Bartolomeo e alcune piccole abitazioni grazie alla bolla papale di Pio V del 1571, che concedeva loro la Prepositura di San Bartolomeo precedentemente occupata dai monaci dell'Ordine degli Umiliati fino dal 1293, ordine poi soppresso. La chiesa fu quindi intitolata ai due santi: San Bartolomeo e Stefano.
Con la costruzione del nuovo edificio furono posizionate le opere che erano state salvate da quello antico, anche se alcune parti erano state perse e il doverle adattare alla nuova locazione creò un grave danno. La grande tavola di Lorenzo Lotto detta Pala Martinengo, capolavoro del soggiorno bergamasco del pittore veneziano, venne posizionata nel catino absidale cercando di ricreare l'originale locazione.

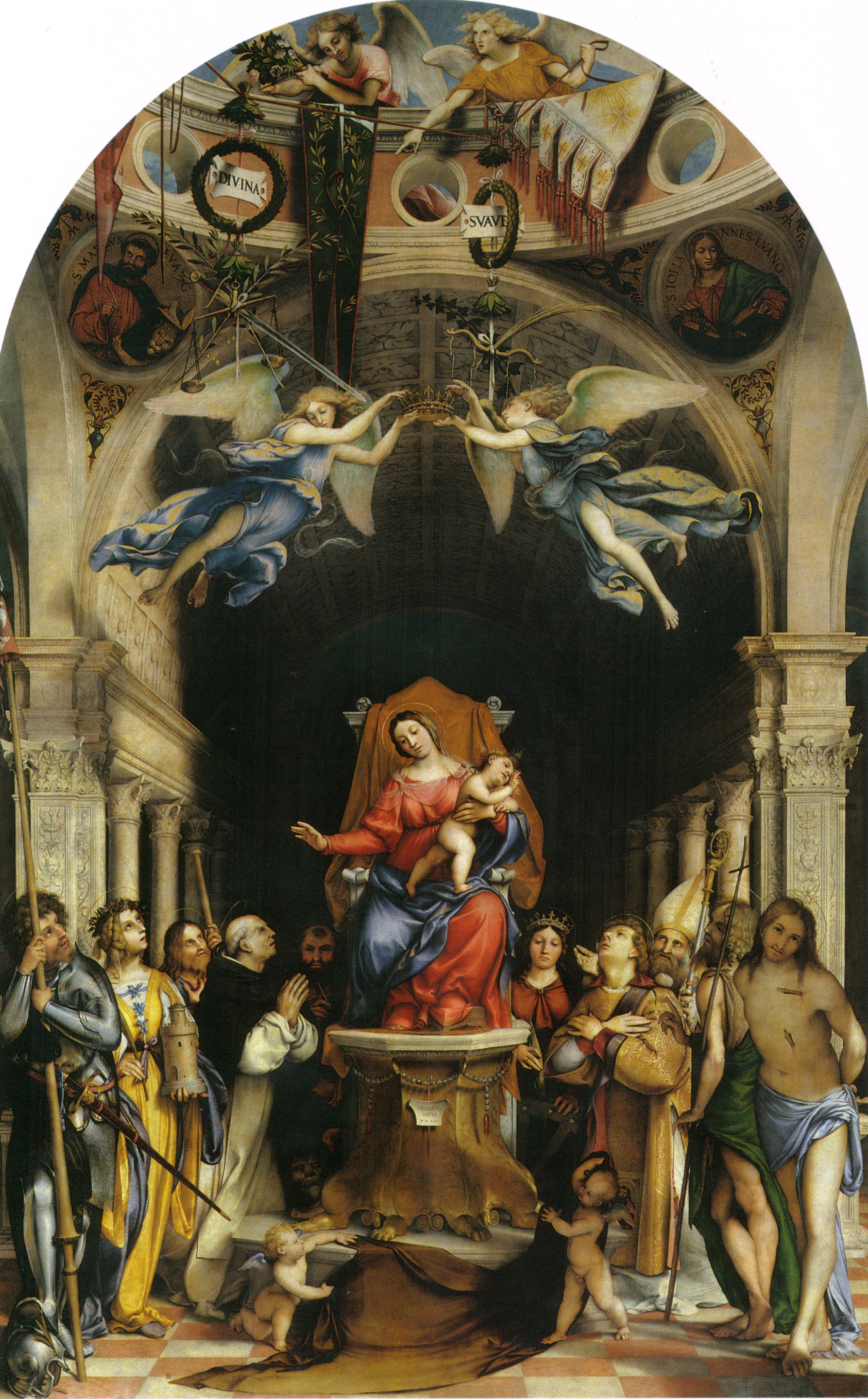
Lorenzo Lotto, Pala Martinengo

La chiesa venne riedificata tra il 1604 al 1624 su disegno di Antonio Maria Caneva seguendo le indicazioni della controriforma.

## Descrizione

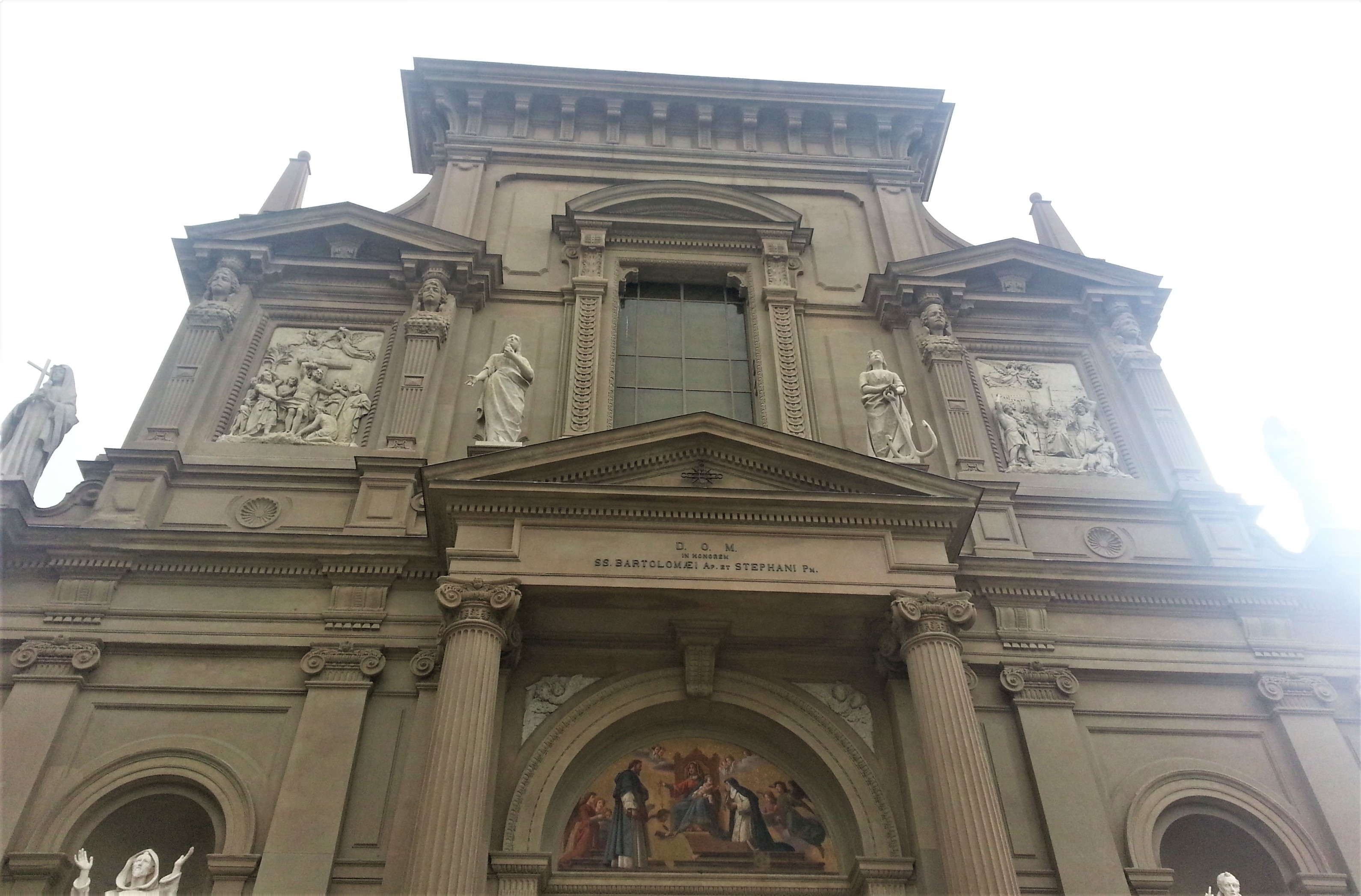
Particolare della facciata con la lunetta affrescata da Luigi Galizzi

### Esterno
La chiesa è posta al termine del Sentierone all'incrocio con via Tasso, e si presenta con una facciata in stile neoclassico realizzata su progetto di Giovanni Cuminetti solo nel 1897. La facciata si sviluppa su due livelli divisi da una cornice marcapiano modanata. L'ingresso centrale è preceduto da un pronao composto da due colonne ioniche che sostengono il timpano. Sopra il portone vi è una lunetta affrescata da Luigi Galizzi raffigurante Maria che consegna il Rosario a san Domenico con santa Caterina da Siena. Sempre nella parte inferiore poste in due nicchie vi sono le statue raffiguranti san Francesco e san Domenico, di Giovanni Avogadri (1885 - 1971).

### Interno

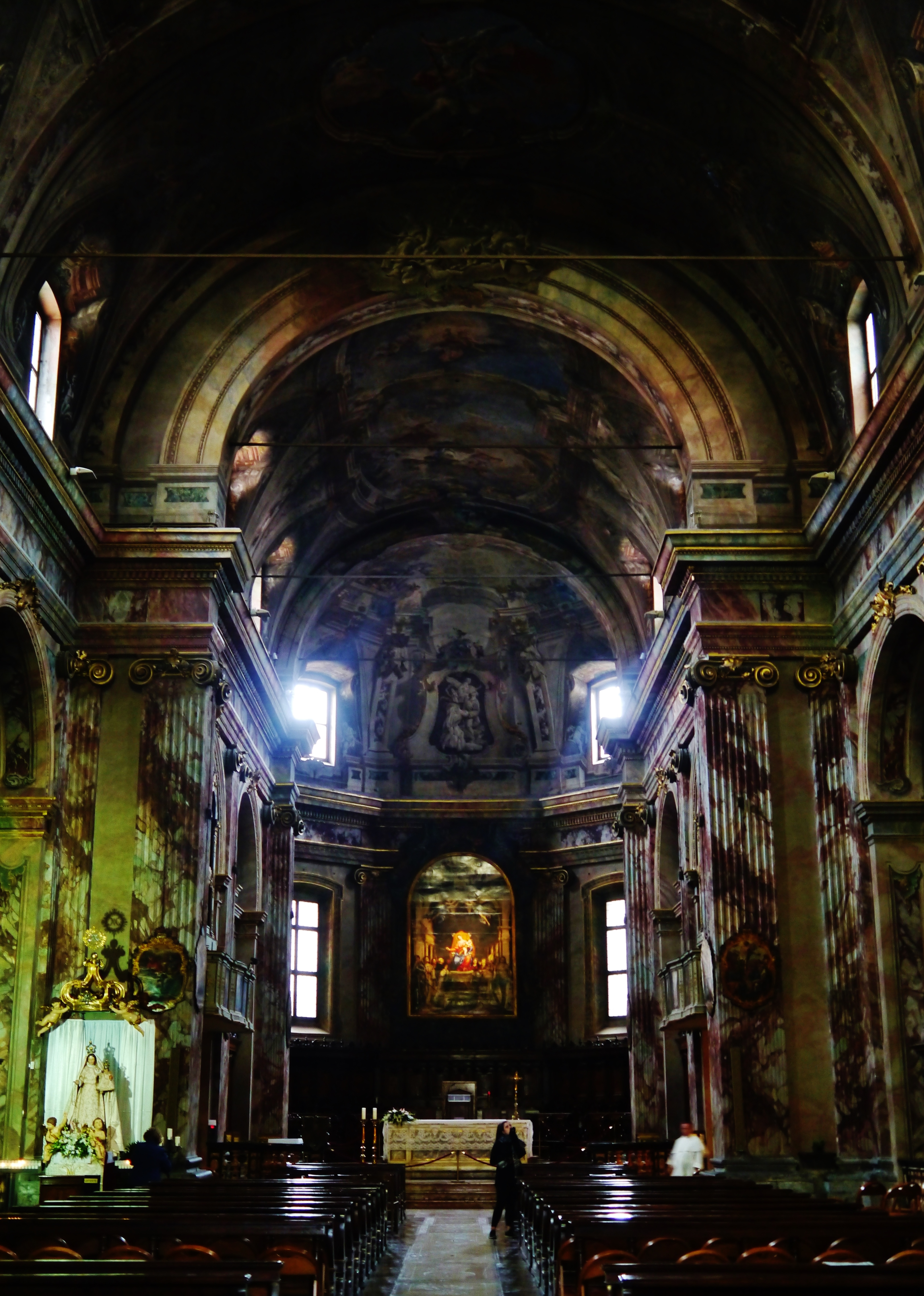
L'interno

L'interno si presenta a un'unica navata con cinque cappelle su ogni lato. L'ampio presbiterio è sopraelevato, terminante nell'abside con il coro ligneo a pianta semiottagonale dove nella parte superiore è posizionata la grande pala lottesca.
Il soffitto è completamente affrescato a opera del pittore veneto Mattia Bortoloni nel 1749 e terminato due anni dopo dal pittore bellunese Gaspare Diziani a causa della morte del Bortoloni, che proseguì e ultimò l'opera senza modificarla, studiando gli abbozzi preparatori. Il dipinto è detto Cielo Domenicano e raffigura il santo in ascesa alla Santissima Trinità, il Sacrificio di Isacco e la Gloria del Santissimo Sacramento. Il dipinto conferisce all'aula una maggiore altezza e profondità integrandosi perfettamente e in maniera armoniosa alle volte illusorie dipinte.
La trasfigurazione pittorica del bolognese Francesco Monti sulla cupola è ben integrata con le cornici architettoniche delle lunette; ricca e vasta è la superficie parietale trattata a treillages.  Pure raffinata è la lavorazione degli ovali allungati con fastigi asimmetrici e le esili cornici che ornano con un intreccio architettonico i 15 Misteri in monocromo del pittore Giuseppe Antonio Orelli affrescati nel 1757. Muzio firma questo intervento, ma le altre cappelle presentano una decorazione frutto del lavoro di bottega con gli ovali asimmetrici e i disegni architettonici delle volte.
Un esempio di completa fusione tra pittura e scultura è la rinnovata cappella della Madonna del Rosario, mentre la cappella di fronte dedicata a san Domenico, ospita il dipinto di Enea Salmeggia Madonna del Rosario tra i santi Domenico e Caterina da Siena posto nella cappella solo nel 1862 e eseguito nel 1605  e i cui stucchi di Muzio Camuzio datati 1752 sono firmati su un nastrino nella parete destra «MUC.CAMUZI F.»
La sagrestia conserva opere di rilievo tra cui la statua della Madonna della rosa del 1440 opera dello scultore Ardigino de Bustis.